# Pachygnatha zhui
Pachygnatha zhui är en spindelart som beskrevs av Zhu, Song och Zhang 2003. Pachygnatha zhui ingår i släktet Pachygnatha och familjen käkspindlar. Inga underarter finns listade i Catalogue of Life.